# Hippichthys penicillus
Hippichthys penicillus is een straalvinnige vissensoort uit de familie van zeenaalden en zeepaardjes (Syngnathidae). De wetenschappelijke naam van de soort is voor het eerst geldig gepubliceerd in 1849 door Cantor.
De soort staat op de Rode Lijst van de IUCN als niet bedreigd, beoordelingsjaar 2010.